# Башкирский мегантиклинорий
Башкирский мегантиклинорий — тектоническая структура (обширный антиклинорий) Южного Урала на территории Республики Башкортостан.

## Характеристика
Башкирский мегантиклинорий протянулся субмеридионально с севера (56° с. ш.) на юго-восток. Длина структуры — 250 км, ширина — 100 км.

## Состав
Состоит из рифейско-вендских отложений с небольшими дорифейскими и палеозойскими отложениями. Центральная часть представлена терригенно-карбонатными отложениями рифея. Основание — нижнерифейские отложения.

## Рельеф
Рельеф различается в его западной и восточной областях. Западной части характерны складчато-глыбовые структуры (Алатауский, Тараташский, Ямантауский антиклинории, Каратауский структурный комплекс, Инзерский синклинорий). В западной части палеозойские отложения мегантиклинория залегают поверх докембрийских. Восточной части характерны складчато-надвиговые структуры (Зилаирский синклинорий, Уфалейский антиклинории).

## История
Башкирский мегантиклинорий формировался на протяжении длительного времени. В период рифея Башкирский мегантиклинорий был связан с Камско-Бельским авлакогеном, испытывая погружение на глубину до 13 км. В период венде осадочные толщи сминались в складки, образуя древний антиклинорий.
В Ордовикский период проходил цикл погружения. В палеозойский период накапиливась мелководные осадки толщиной от 3 до 4 км. В позднем палеозое осадочные толщи сминались в складки и перемещались на запад.

## Полезные ископаемые
В Башкирском мегантиклинории присутствуют карбонатные, глинисто-карбонатные отложения нижнего и среднего рифея. С ними связаны месторождения магнезита (Саткинское), железа (Бакальская группа), полиметаллов (Аршинское, Кужинское), флюорита (Суранское).
Механизм формирования рудных месторождений описан Л. В. Алфимовым.